# Zodiac (Uhrenmarke)
Zodiac ist eine Schweizer Uhrenmarke, die 1882 vom Uhrenmacher Ariste Calame gegründet wurde.

## Markengeschichte

### Gründung in Le Locle
Ariste Calame (1839–1917) gründete 1882 in Le Locle die Werkstatt zur Herstellung der Spezialuhren, die später unter dem Namen Zodiac bekannt wurden. Er war der Sohn eines Uhrmachers und Bauern, eines sogenannten Bauernuhrmachers, dessen Familiengeschichte bis ins Jahr 1537 zurückreicht. Erfüllt von dem Ziel, die präziseste Uhr, die es je gab, zu kreieren, legte Calame Wert darauf, alle Phasen der Fertigung – vom Entwurf bis zur Produktion – genau zu kontrollieren. Ihre hohe Qualität und die technischen Innovationen machten die Uhren mit der Zeit international bekannt.
Die Etablierung der Werkstatt profitierte von der allgemein günstigen Situation der florierenden Schweizer Uhrenindustrie. Statistiken besagen, dass z. B. im Jahre 1896 rund 34'000 Angestellte in zehn Kantonen vier Millionen Uhren im Wert von 100 Millionen Schweizer Franken hergestellt haben. Im selben Jahr fand in Paris die Weltausstellung statt, was der Uhrenbranche einen zusätzlichen Aufschwung brachte. Als Ariste Calame 1897 in den Ruhestand ging, exportierte die Schweiz bereits mehr als 7,3 Millionen Uhren im Wert von 120 Millionen Schweizer Franken.
Ab 1900 übernahm sein Sohn Louis-Ariste Calame (1875–1955) die Leitung der Firma. 1908 meldet er den Namen Zodiac als Marke an. Zuvor hiess das Unternehmen offiziell „Ariste Calame fils“, war aber auch unter dem Namen „Zodiac“ bekannt. Der neue Patron setzte vor allem auf den wachsenden Markt Japan. Zu Beginn des 20. Jahrhunderts waren rund 50 Angestellte für das Unternehmen tätig. Die klassische Armbanduhr existierte noch nicht. Zodiac stellte eigene Caliber und Uhrwerke her, die zur Produktion von Taschenuhren verwendet wurden.

### Technische Neuerungen
1924 kam die erste Taschenuhr mit Caliber 1617 Uhrwerk auf den Markt, die mit ihrer besonders flachen Form auf sich aufmerksam machte. Zu dieser Zeit stieg René A. Calame, der Sohn von Louis-Ariste Calame, als technischer Angestellter in die Firma ein und setzte neue Impulse bezüglich der technischen und geschäftlichen Weiterentwicklung. 1923 übernahm er die Geschäftsleitung. Weitere Neuerungen folgten: 1930 brachte das Unternehmen eine der ersten Schweizer Armbanduhren mit Automatikwerk auf den Markt. Der grosse Erfolg dieser Uhr führte noch im selben Jahr zur Entwicklung der weltweit ersten automatischen Sportuhr. 1949 stellte Zodiac die „Autographic“ auf der Basler Uhrenmesse vor. Dabei handelte es sich um eine Automatik-Uhr mit sichtbarer Gangreserveanzeige. Dem Käufer wurde garantiert, dass die Uhr maximal eine Minute pro Monat vor- bzw. nachgehen würde. Die „Autographic“ wurde kurze Zeit später zur offiziellen Uhr der Schweizer Bahn. 1951 wurde ein neues Firmengebäude eingeweiht, das u. a. wegen seiner gewagten Architektur für Diskussionen sorgte. 
Im Jahre 1955 brachte Zodiac das Modell „Sea Wolf“ heraus. Dies war eine der ersten Taucheruhren, die für die breite Masse hergestellt und erfolgreich vermarktet wurden: Im Jahr 1964 betrug die jährliche Produktionsmenge schon mehr als ansehnliche 10'000 Stück.
Ende der 1950er Jahre folgte das extrem robuste Modell „Super Sea Wolf“, das durch das patentierte Kronen- und Aufzugwellen-System und eine verbesserte Konstruktion der Gehäuserückseite eine Wasserdruckbeständigkeit bis 750 Meter aufwies. 1960 wurde das Modell „Sea Wolf“ um einen zusätzlichen 24-Stunden-Zeiger für die mittlere Greenwichzeit erweitert und als „Aerospace“ vorgestellt. Das Nachfolgemodell war die „Aerospace Jet“. Diese war mit echten 24-Stunden-Zeigern ausgestattet, die das Zifferblatt nur einmal in 24 Stunden umliefen. Sie wurde 1962 eingeführt. 1968 präsentierte Zodiac die erste Schweizer Elektronik-Armbanduhr, die „Dynotron“.
Ein Jahr später brachte der Uhrenhersteller die bekannte „Astrographic“ auf den Markt, die für ihr Design mehrere Auszeichnungen erhielt. Sie besass keine Zeiger im klassischen Sinn, sondern mit dem Zifferblatt scheinbar nicht verbundene Zeiger, die auf durchsichtigen Acetat-Scheiben aufgedruckt waren, welche sich um den Mittelpunkt des Zifferblattes drehten. Zodiac konzentrierte sich verstärkt auf den US-amerikanischen Markt und wurde zwischen 1950 und 1970 zu einer der erfolgreichsten und beliebtesten Schweizer Uhrenmarken der Amerikaner. 1970 wurde die Zodiac „Sea Wolf“ die offizielle Uhr der US Navy Seals. 1977 stellte Zodiac die erste LCD-Armbanduhr der Welt mit einem offiziellen Chronometer-Zertifikat vor. Ein Jahr später erschien von Zodiac die weltweit dünnste Quarzarmbanduhr mit traditioneller Technik und die flachste Automatik-Armbanduhr mit Kalenderfunktion auf den Markt.

### Übernahme durch Fossil Inc.
In den 1980er Jahren gingen die Umsätze stark zurück, so dass Zodiac seine Bankkredite schließlich nicht mehr zurückzahlen konnte und Insolvenz anmeldete. 1990 kaufte Willy Gad Monnier die Firma Zodiac, ging aber sieben Jahre später ebenfalls bankrott. In der Folge erwarb die amerikanische Firma „Genender International Wheeling“ die Marke Zodiac, die sie 2001 schließlich an das amerikanische Lifestyle-Unternehmen Fossil Inc. weiterverkaufte. Seitdem ist der Uhrenhersteller als Eigentümer für das Design, die Produktion, den Vertrieb und die Vermarktung der Zodiac-Uhren zuständig.
Die darauf folgenden Kollektionen bestanden stets aus klassischen, modischen und sportlichen Zeitmessern. 2004 stellte Zodiac auf der Basler Uhrenmesse seine neue, nostalgisch orientierte Kollektion vor. Bei den neuen Produktfamilien wie „Sea Dragon“ und „V-Wolf“ wurden Elemente aus der ursprünglichen Zodiac-Kollektion mit einem zusätzlichen zeitgenössischen Stil gemischt. Fossil Inc. beabsichtigte, die Tradition technischer Kompetenz fortzuführen. Zum 125. Geburtstag der Marke kam im Herbst 2007 eine Neuinterpretation des Modells „Astrographic“ auf den Markt.
Anfangs 2014 wurden innerhalb der sogenannten Heritage-Kollektion sowohl die „Astrographic“, die „Sea Dragon“ als auch die „Sea Wolf“ auf Basis mechanischer Werke sehr nahe an den Originalmodellen neu aufgelegt. Dabei kommen insbesondere Werke der im Jahr 2012 durch Fossil zugekauften Swiss Technology Production (STP) zum Einsatz. Damit wird Zodiac innerhalb des Konzerns preislich etwas höher angesiedelt.